# Saint-Léger-les-Vignes
 Saint-Léger-les-Vignes  es una población y comuna francesa, situada en la región de Países del Loira, departamento de Loira Atlántico, en el distrito de Nantes y cantón de Bouaye.

## Demografía
| 451 | 451 | 484 | 721 | 946 | 1158 |
| Para los censos de 1962 a 1999 la población legal corresponde a la población sin duplicidades (Fuente: INSEE [Consultar]) |     |     |     |     |      |